# Эрнандес, Далия
Далия Эрнандес (исп. Dalia Hernández Armenta; род. 14 августа 1985, Веракрус, Веракрус) — мексиканская актриса, наиболее известна по главной женской роли в фильме Мэла Гибсона «Апокалипсис», в котором она сыграла роль супруги главного героя и матери его ребёнка.
Родилась в 1985 году в Веракрусе. В 15 лет она начала изучать классический танец в национальной школе изящных искусств в Толуке. В 2000 году проходила стажировку в Гаване, где танцевала в спектаклях «Кармен» и «Эль Сид» в Большом театре Гаваны. После окончания школы продолжила обучение танцам на факультета современного танца Университета Веракруза, на который поступила в 2003 году. В 2005 году получила роль в фильме «Апокалипсис», который принес ей значительную популярность.
Она также снималась в телевизионном мексиканском сериале «Cappadocia» в 2008 году и в телевизионном фильме «Die Legende der Maske» в 2014 году. В 2019 году снялась в фильме «Чудо под землей» посвященному событиям аварии на шахте Сан-Хосе в Чили, когда в результате аварии 33 шахтерам пришлось находиться под землёй в течение рекордных 69 дней.